# Bruce Hamilton (Eishockeyspieler)
Bruce Hamilton (* 17. September 1927 in Kinistino, Saskatchewan) ist ein ehemaliger kanadischer Eishockeyspieler und -trainer.

## Karriere
Der bevorzugt auf der Position des linken Flügelstürmers agierende Kanadier Bruce Hamilton wurde im Herbst 1954 vom SC Bern aus der Nationalliga A unter Vertrag genommen, nachdem er zuvor sechs Jahre beim schottischen Erstligisten Perth Panthers verbracht hatte.
In Bern fungierte der aus der Provinz Saskatchewan stammende Kanadier zunächst zwei Jahre als Spielertrainer. Nach dem Abstieg des SC Bern 1956 in die Nationalliga B beschränkte sich Hamilton fortan auf seine Aufgaben als aktiver Spieler. 1958 gelang der Wiederaufstieg in die höchste Spielklasse. In der darauffolgenden Saison 1958/59 gewann er mit dem Stadtberner Verein die erste Schweizer Meisterschaft der Vereinsgeschichte.
Hamilton war der einzige ausländische Akteur in der SCB-Meistermannschaft. Temporär agierte er in einer Angriffsformation mit dem rechten Flügelstürmer Rolf Diethelm und Center Peter Stammbach. Dieses Trio hatte maßgeblichen Anteil am Gewinn der Schweizer Meisterschaft, wobei Hamilton mit 46 Punkten erfolgreichster Scorer war. Nach dieser Saison endete das erfolgreiche Zusammenspiel des Trios, da ein für Ausländer fixiertes Spielverbot des Schweizer Verbandes ein weiteres Engagement Hamiltons verunmöglichte.